# فاديم كوتسينكو
فاديم كوتسينكو مواليد 16 مارس 1977 في كومسومولسك-نا-أموري، الجمهورية الروسية السوفيتية الاتحادية الاشتراكية، هو لاعب كرة مضرب أوزبكستاني بدأ مسيرته كمحترف سنة 1994 يلعب باليد اليمنى. أعلى تصنيف له في الفردي كان المركز الـ 140 في سنة 2002. أعلى تصنيف له في الزوجي كان المركز الـ 132 في سنة 2002.

## روابط خارجية
- فاديم كوتسينكو على موقع رابطة محترفي التنس (الإنجليزية)
- فاديم كوتسينكو على موقع الاتحاد الدولي لكرة المضرب (الإنجليزية)
- فاديم كوتسينكو على موقع كأس ديفيز (الإنجليزية)
- فاديم كوتسينكو على موقع خلاصة التنس.كوم (الإنجليزية)